# Comisión de Investigación de Accidentes e Incidentes Marítimos
La Comisión Permanente de Investigación de Accidentes e Incidentes Marítimos (CIAIM) es un órgano colegiado del Ministerio de Transportes y Movilidad Sostenible, España. La comisión investiga accidentes e incidentes marítimos ocurridos en buques de cualquier bandera dentro de las aguas españolas, en buques de bandera española en cualquier localización y en aquellos casos en que España tiene un interés de consideración. Tiene su sede en Madrid.
El objetivo de la CIAIM al investigar los accidentes e incidentes marítimos es obtener conclusiones y enseñanzas que permitan reducir el riesgo de accidentes marítimos futuros, contribuyendo así a la mejora de la seguridad marítima y la prevención de la contaminación por los buques. Para ello, la CIAIM realiza en cada caso una investigación técnica en la que trata de establecer las causas y circunstancias que directa o indirectamente hayan podido influir en el accidente o incidente y, en su caso, efectúa las recomendaciones de seguridad pertinentes.
La Ley 2/2024, de 1 de agosto, para la creación de AAIITAI, Autoridad Administrativa Independiente para la Investigación Técnica de Accidentes e Incidentes ferroviarios, marítimos y de aviación civil, dispone una pronta derogación tanto del nombre "Comisión permanente de Investigación de Accidentes e Incidentes Marítimos" como del acrónimo "CIAIM", si bien, transitoriamente, tanto uno como otro continúan en uso.